# Parga
Parga (griechisch Πάργα (f. sg.); albanisch Pargë/-a) ist eine Kleinstadt mit rund 2500 Einwohnern sowie eine Gemeinde mit dem Verwaltungssitz Kanalaki an der griechischen Westküste (Region Epirus) am Ionischen Meer.
Parga besteht seit 2011 aus den beiden Gemeindebezirken Parga und Fanari, die durch einen rund zwei Kilometer langen Küstenabschnitt in der Bucht Agios Ioannis, der zur Gemeinde Igoumenitsa gehört, getrennt werden.

## Geographische Lage
Etwa 40 Kilometer südlich der Hafenstadt Igoumenitsa und 60 Kilometer nördlich des Flughafens Preveza gelegen, ist der Ort Parga nur durch eine von der Hauptstraße zu erreichende „Sackgasse“ zu erreichen. Es gibt auch eine landschaftlich reizvolle Küstenstraße, die in Igoumenitsa direkt am Fährhafen beginnt und über Plataria, Sivota und Perdika nach Parga führt. Vor Parga liegen die beiden Inseln Paxos und Andipaxos. Diese werden in der Saison täglich direkt von Parga aus mit kleineren Schiffen angefahren.

## Geschichte
Byzantinische Quellen erwähnen den Ort erstmals um 1337. Die Geschichte von Parga ist unter anderem durch mehrfache Fremdverwaltung gekennzeichnet. So waren sowohl Venezianer, Osmanen und Briten herrschaftlich vertreten. 1819 kaufte der albanische Pascha Tepedelenli Ali Pascha die Stadt von den Engländern und verleibte sie seinem Herrschaftsgebiet ein, das jedoch schon 1822 von den Osmanen wieder unterworfen wurde. 1913 kam Parga zum Königreich Griechenland. Während des Zweiten Weltkriegs wurde Parga von den Italienern besetzt gehalten.

## Sehenswürdigkeiten
Neben einigen schönen Stränden (Kryoneri, Piso Kryoneri, Valtos, Lychnos) und der verwinkelten Innenstadt mit der Promenade ist die hoch über der Stadt gelegene, um das Jahr 1570 errichtete venezianische Festung mit Aussicht auf die zerklüftete Küste die wohl bedeutendste Sehenswürdigkeit des häufig von Tagestouristen aus Korfu, Paxi und aus der näheren Umgebung angefahrenen Ortes.

## Gemeindegliederung
Parga wurde 1919 als Landgemeinde (kinotita) anerkannt und 1947 zur Stadtgemeinde (dimos) erhoben. 1997 um einige Nachbargemeinden erweitert, wurde das Gemeindegebiet mit der Verwaltungsreform 2010 durch Eingemeindung Fanaris mehr als verdreifacht, der Gemeindesitz wechselte zum Ort Kanalaki. Die beiden Gemeindebezirke (Ez. gr. dimotiki enotita) gliedern sich weiter in zwei Stadtbezirke (Ez. gr. dimotiki kinotita) und Ortsgemeinschaften (gr. topiki enotita), die den Gemeindegebieten aus der Zeit vor 1997 entsprechen und lokale Ortsvertretungen wählen. Die Einwohnerzahlen stammen aus dem Ergebnis der Volkszählung 2011.
- Gemeindebezirk Fanari – Δημοτική Ενότητα Φαναρίου – 7.962 Einwohner
  - Ortsgemeinschaft Acherousia – Τοπική Κοινότητα Αχερουσίας – 300 Einwohner
    - Acherousia – Αχερουσία – 233 Einwohner
    - Aidoni – Αηδόνι – 67 Einwohner

  - Ortsgemeinschaft Aidonia – Τοπική Κοινότητα Αηδονιάς (Αηδονιά) – 145 Einwohner
  - Ortsgemeinschaft Ammoudia – Τοπική Κοινότητα Αμμουδιάς (Αμμουδιά) – 308 Einwohner
  - Ortsgemeinschaft Ano Skafidoti – Τοπική Κοινότητα Άνω Σκαφιδωτής (Άνω Σκαφιδωτή) – 31 Einwohner
  - Ortsgemeinschaft Despotiko – Τοπική Κοινότητα Δεσποτικού – 238 Einwohner
    - Despotiko – Δεσποτικό – 123 Einwohner
    - Kato Despotiko – Κάτω Δεσποτικό – 115 Einwohner

  - Stadtbezirk Kanalaki – Δημοτική Κοινότητα Καναλλακίου (Καναλάκι) – 2.513 Einwohner
  - Ortsgemeinschaft Kastri – Τοπική Κοινότητα Καστρίου (Καστρί) – 277 Einwohner
  - Ortsgemeinschaft Koroni – Τοπική Κοινότητα Κορώνης – 387 Einwohner
    - Koroni – Κορώνη – 189 Einwohner
    - Koronopoulo – Κορωνόπουλο – 150 Einwohner
    - Tzara – Τζάρα – 48 Einwohner

  - Ortsgemeinschaft Koryfoula – Τοπική Κοινότητα Κορυφούλας (Κορυφούλα) – 59 Einwohner
  - Ortsgemeinschaft Koukkouli – Τοπική Κοινότητα Κουκκουλίου – 192 Einwohner
    - Chochla – Χόχλα – 179 Einwohner
    - Koukkouli – Κουκκούλι – 13 Einwohner

  - Ortsgemeinschaft Kypseli – Τοπική Κοινότητα Κυψέλης (Κυψέλη) – 262 Einwohner
  - Ortsgemeinschaft Loutsa – Τοπική Κοινότητα Λούτσης – 416 Einwohner
    - Loutsa – Λούτσα – 340 Einwohner
    - Paralia – Παραλία – 32 Einwohner

  - Ortsgemeinschaft Mesopotamo – Τοπική Κοινότητα Μεσοποτάμου (Μεσοπόταμο) – 533 Einwohner
  - Ortsgemeinschaft Mouzakeika – Τοπική Κοινότητα Μουζακαίικων – 310 Einwohner
    - Klisoura – Κλεισούρα – 148 Einwohner
    - Mouzakeika – Μουζακαίικα – 162 Einwohner

  - Ortsgemeinschaft Narkissos – Τοπική Κοινότητα Ναρκίσσου (Νάρκισσος) – 283 Einwohner
  - Ortsgemeinschaft Skepasto – Τοπική Κοινότητα Σκεπαστού – 156 Einwohner
    - Kato Skafidoti – Κάτω Σκαφιδωτή – 39 Einwohner
    - Skepasto – Σκεπαστό – 117 Einwohner

  - Ortsgemeinschaft Stavrochori – Τοπική Κοινότητα Σταυροχωρίου – 203 Einwohner
    - Stavrochori – Σταυροχώρι – 190 Einwohner
    - Xirolofos – Ξηρόλοφος – 13 Einwohner

  - Ortsgemeinschaft Themelo – Τοπική Κοινότητα Θεμέλου – 302 Einwohner
    - Dikorfo – Δίκορφο – 86 Einwohner
    - Themelo – Θέμελο – 216 Einwohner

  - Ortsgemeinschaft Valanidorachi – Τοπική Κοινότητα Βαλανιδοράχης – 538 Einwohner
    - Tsouknida – Τσουκνίδα – 145 Einwohner
    - Valanidorachi – Βαλανιδόραχη – 393 Einwohner

  - Ortsgemeinschaft Valanidoussa – Τοπική Κοινότητα Βαλανιδούσσας (Βαλανιδούσσα) – 157 Einwohner
  - Ortsgemeinschaft Vouvopotamos – Τοπική Κοινότητα Βουβοποτάμου – 396 Einwohner
    - Vouvopotamos – Βουβοπόταμος – 388 Einwohner
    - Tsekouri – Τσεκούρι – 8 Einwohner
- Gemeindebezirk Parga – Δημοτική Ενότητα Πάργας – 3.904 Einwohner
  - Ortsgemeinschaft Agia – Τοπική Κοινότητα Αγιάς – 762 Einwohner
    - Agia (Αγιά) – 758 Einwohner
    - Sarakiniko (Σαρακίνικο) – 4 Einwohner

  - Ortsgemeinschaft Anthousa – Τοπική Κοινότητα Ανθούσης – 677 Einwohner
    - Anthousa (Ανθούσα) – 621 Einwohner
    - Trikorfo (Τρίκορφο) – 56 Einwohner

  - Ortsgemeinschaft Livadari – Τοπική Κοινότητα Λιβαδαρίου – 50 Einwohner
    - Livadari (Λιβαδάρι) – 25 Einwohner
    - Vryses (Βρύσες) – 25 Einwohner

  - Stadtbezirk Parga – Δημοτική Κοινότητα Πάργας – 2.415 Einwohner
    - Agia Kyriaki (Αγία Κυριακή) – 237 Einwohner
    - Agios Georgios (Άγιος Γεώργιος) – 49 Einwohner
    - Chrysogiali (Χρυσογιάλι) – 17 Einwohner
    - Maras (Μαράς) – 24 Einwohner
    - Panagia (unbewohnte Insel, Παναγία)
    - Parga – 2.088 Einwohner

## Städtepartnerschaften
Seit 1986 ist Parga Partnerstadt von Abensberg in Niederbayern.

## Söhne und Töchter der Stadt
Berühmtester Sohn der Stadt ist der osmanische Großwesir Makbul Ibrahim Pascha (1493–1536).

## Fotos

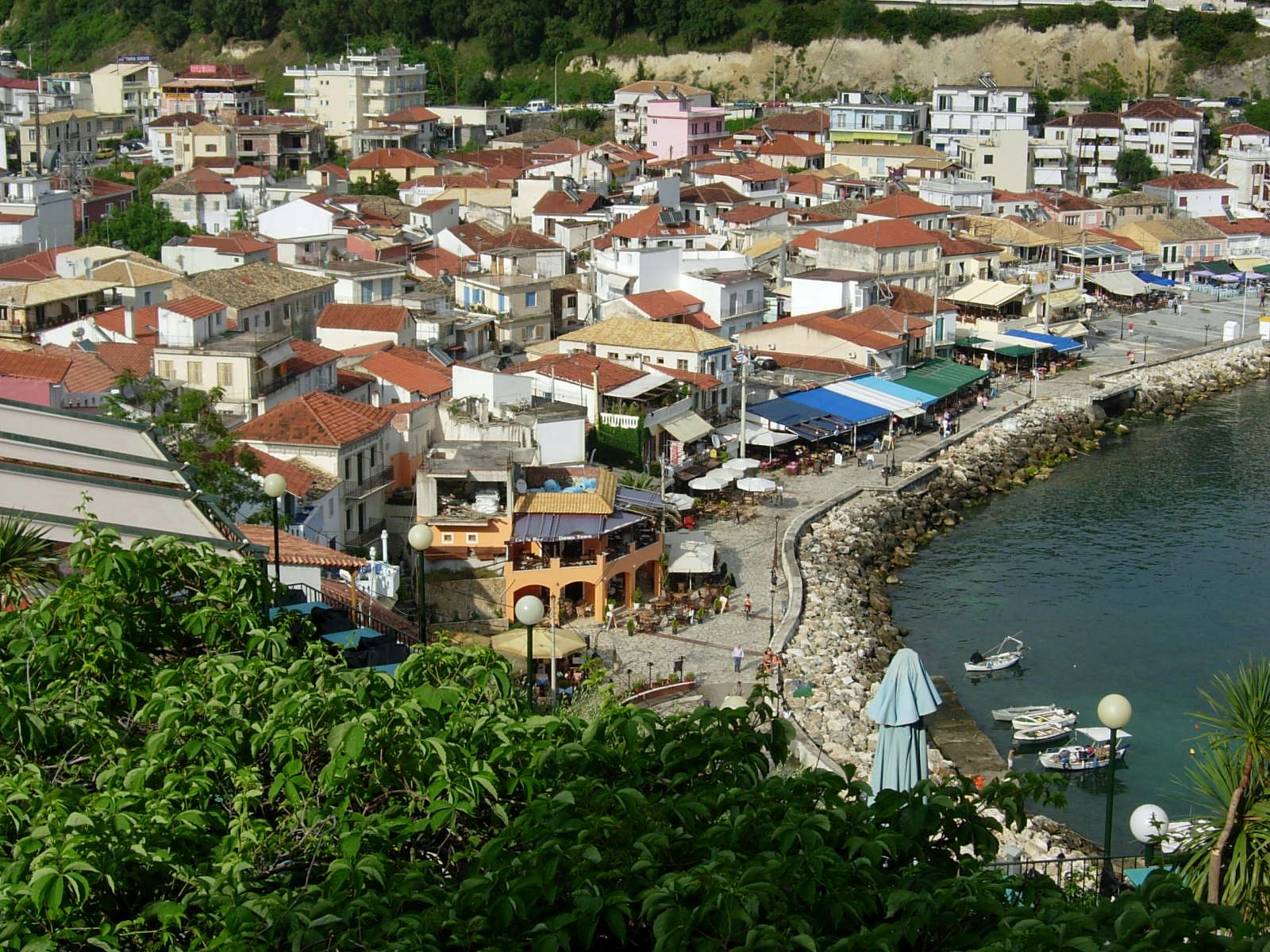
Blick auf Parga
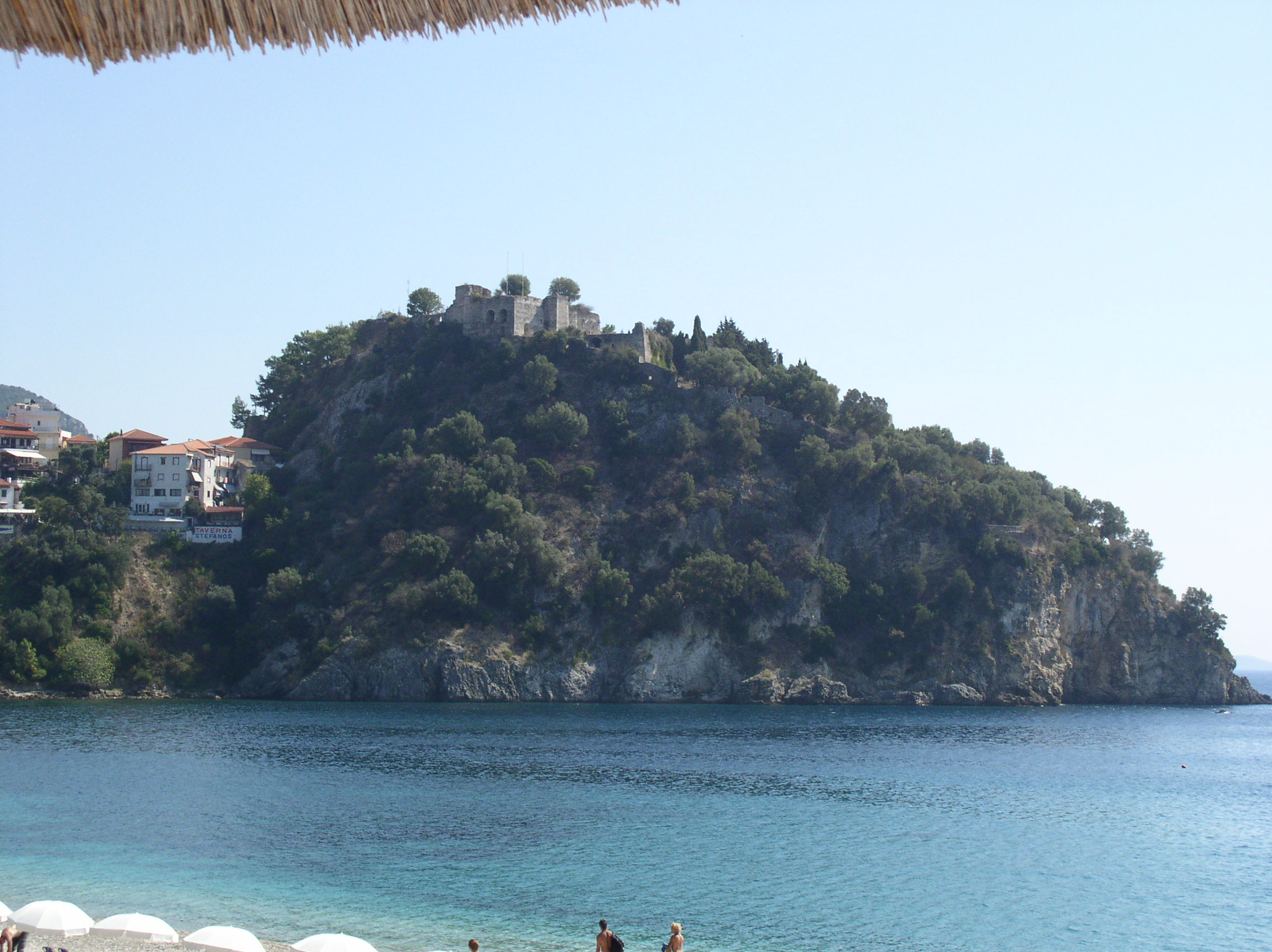
Die um 1570 erbaute Festung
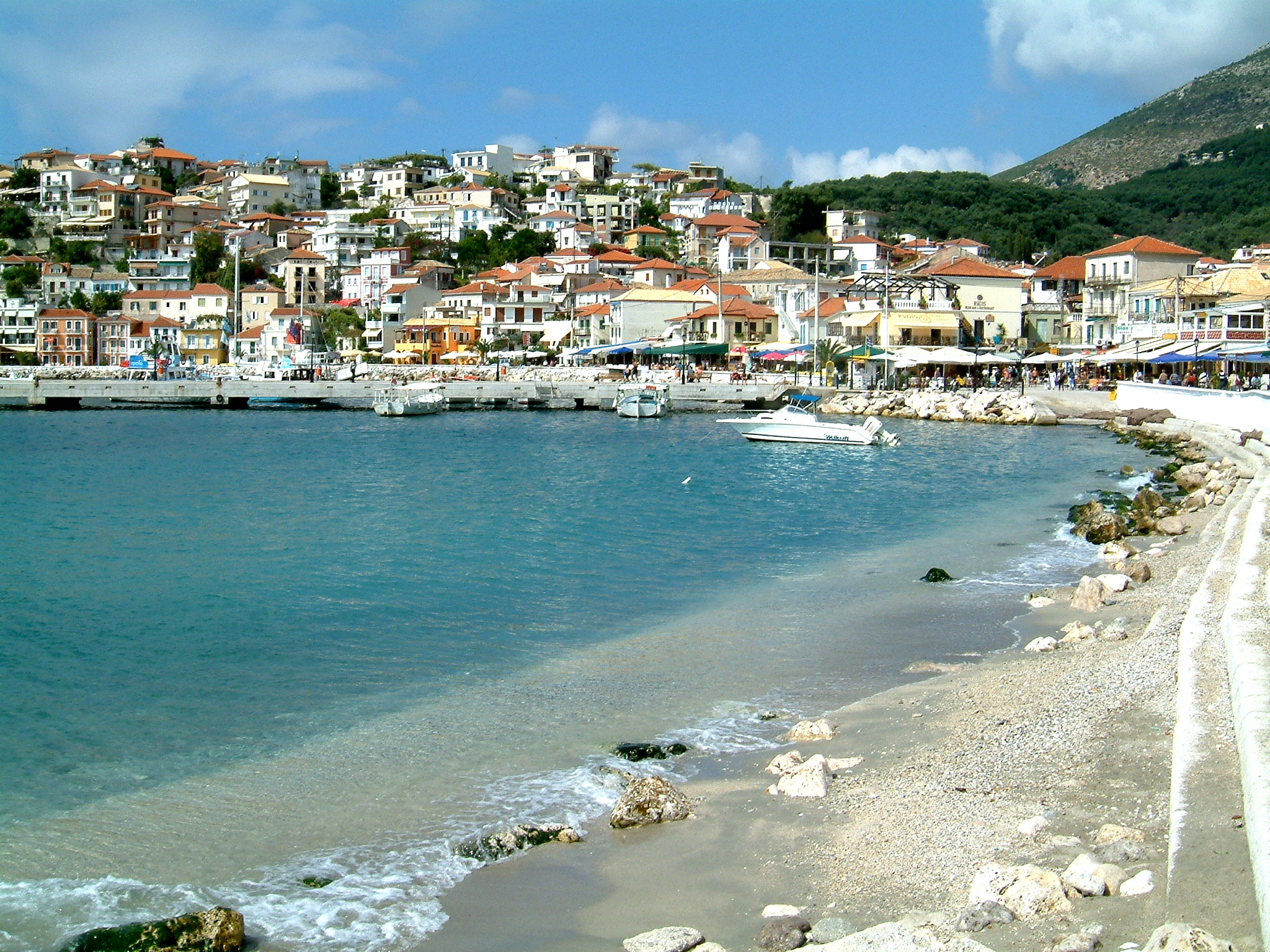
Der Hafen von Parga
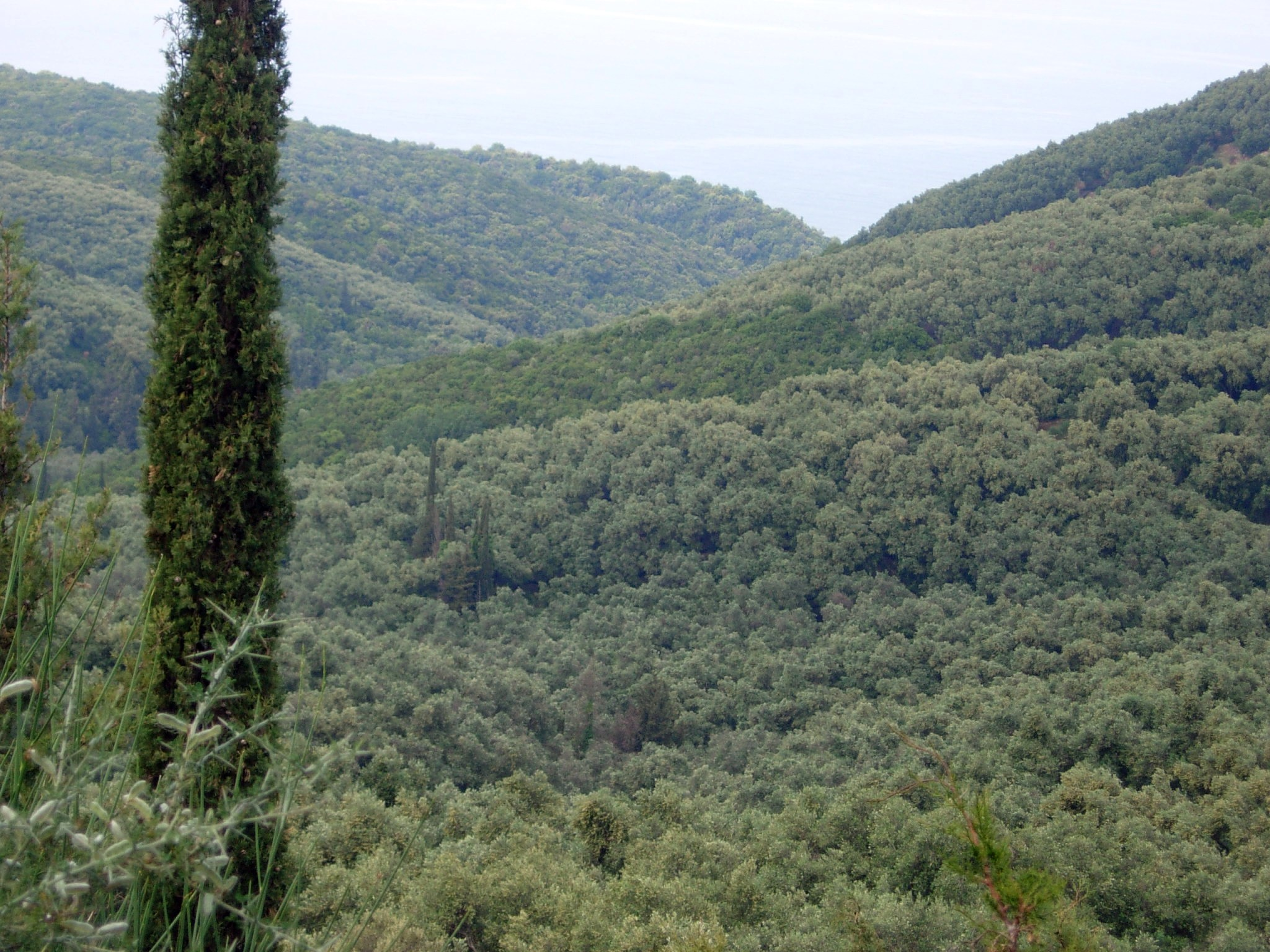
Waldlandschaft oberhalb Pargas